# Медаль «За освоєння цілинних земель»
Меда́ль «За осво́єння ціли́нних земе́ль» — медаль, державна нагорода СРСР. Введена указом Президії Верховної Ради СРСР 20 жовтня 1956 року. Автор малюнку медалі — художник Филипов.

## Опис
Медаль «За освоєння цілинних земель» має форму правильного круга діаметром 32 мм, виготовлена з кольорового металу.
На лицьовому боці медалі зображено самохідний комбайн під час збору врожаю, на горизонті поля — елеватор. У нижній частині — у три рядки напис «За освоение целинных земель».
На зворотному боці: унизу серп і молот, від яких розходяться сонячні промені; угорі п'ятикутна зірочка; з лівого боку — пшеничний колос, з правого — качани кукурудзи. Усі зображення та написи на медалі випуклі.
Медаль «За освоєння цілинних земель» за допомогою вушка і кільця з'єднується з п'ятикутною колодочкою, обтягнутою шовковою муаровою стрічкою шириною 24 мм темно-зеленого кольору. По краях стрічки — подовжні смужки жовтого кольору 3 мм завширшки.

## Нагородження медаллю
Медаллю «За освоєння цілинних земель» нагорожувалися колгоспники, працівники радгоспів, МТС, будівельних та інших організацій, партійні, радянські, профспілкові та комсомольські робітники за видатну роботу по освоєнню цілинних та переложних земель у районах Казахстану, Сибіру, Уралу, Поволжя та Північного Кавказу.
Медаль носиться на лівій стороні грудей, за наявності у нагородженого інших медалей СРСР розташовується після медалі «За відбудову вугільних шахт Донбасу».
На 1 січня 1995 року медаллю «За освоєння цілинних земель» було проведено близько 1 345 520 нагороджень.